# 71-403
71-403 — российский пассажирский односторонний четырёхосный высокопольный трамвайный вагон с асинхронным тяговым электродвигателем производства ОАО «Уралтрансмаш».
Трамвай используется в нескольких городах России и Узбекистана.
В настоящее время модель снята с производства. В марте 2009 года последний готовый настоящий 71-403 отправился в Орёл. На протяжении следующих трёх лет произведённые кузова 71-403 были доукомплектованы электрооборудованием от 71-405 и отправлены в Нижний Тагил и Нижний Новгород.

## Название
Обозначение 71-403 расшифровывается следующим образом: 7 означает трамвай, 1 — государство производителя (Россия), 4 — номер завода (УТМ), 03 — номер модели.

## История создания
Спустя два года с начала серийного производства вагонов модели 71-402 конструкторы «Уралтрансмаша» решили несколько обновить дизайн вагона, а заодно и реализовать некоторые новые технические решения. Толчком для появления новой модели явился фактический распад консорциума «СПЕКТР» (как совместного производства трамваев). К тому времени руководство завода решило, что уже в состоянии самостоятельно разработать трамвайный вагон. В основу новой модели взяли серийный 71-402.
Сборка первого опытного образца началась весной 2003 года. Уже в июне 71-403 был представлен на Европейско-Азиатском машиностроительном форуме, который проходил в Екатеринбурге. Внешние отличия от предшественника были минимальны — новая округлая форма кабины, очень похожая очертаниями на кабину вагона 71-619 и тонированные прорезиненные стёкла.
В электрическом оборудовании изменения коснулись низковольтных бортовых цепей и главного рубильника, который после двух пожаров, возникших из-за него, исключили из схемы вагона и заменили разъединительным автоматом, расположив его на крыше около токоприёмника. Ещё пара новшеств на 71-403 — электронный автоинформатор и небольшие цифровые маршрутоуказатели, расположенные на торцах вагона.
В сентябре 2003 года вагон прибыл на испытания в Западное трамвайное депо г. Екатеринбурга. Трамвай должен был пройти 1000 км без пассажиров. В ходе испытаний не было выявлено серьёзных недостатков, но сертификация вагона затянулась до декабря по причинам организационного и финансового характера. В конце декабря вагон модели 71-403 был одобрен межведомственной комиссией и рекомендован для серийного производства. В середине января началась его регулярная эксплуатация.
В начале 2004 года изготовлен второй опытный вагон, который был отправлен в Москву для пробеговых испытаний в течение 6 месяцев. Второй вагон, в отличие от первенца, получил дополнительные габаритные огни в верхней части кабины. Столичные трамвайщики указали на ряд существенных недоработок в конструкции кузова вагона, в частности, критике подверглось огромное лобовое стекло, которое по мере эксплуатации постепенно разрушалось от вибрации. Спустя год вагон был возвращён на завод для доработки, а позже был передан екатеринбургскому ТТУ. Третий вагон данной модели отправился на испытания в Ташкент осенью 2004 года.

## Конструктивные особенности
Вагон может эксплуатироваться как одиночно, так и в СМЕ из двух вагонов. Сцепные устройства унифицированы со сцепными устройствами вагонов T3.
Заявленный срок службы вагона — 20 лет.

### Кузов и салон
Кузов вагона цельнометаллический, каркасной конструкции. Передняя часть кабины водителя со вклеенным панорамным стеклом сферического профиля выполнена из стеклопластика. Основанием изделия является рама в виде сварной конструкции из прокатных и гнутых профилей. Кузов фиксируется на тележках посредством шкворней, приваренных к раме.
Пассажирское помещение рассчитано на 33 места для сидения и 85 мест для стояния пассажиров при номинальной загрузке 5 чел/м². Помещение оборудовано полумягкими сиденьями для пассажиров и сиденьем для кондуктора с дополнительным обогревом. Планировка расположения пассажирских сидений трёхрядная: с правой стороны по ходу движения расположены одиночные сиденья, а с левой — спаренные. Помещение имеет три двери для входа и выхода пассажиров. Передняя дверь одностворчатая, средняя и задняя двери двухстворчатые. Все двери выполнены шарнирно-поворотными и открываются внутрь салона. В зонах средней и задней дверей имеются площадки, обеспечивающие возможность входа и выхода пассажиров. Салон оснащён громкоговорящей системой информирования пассажиров. Для оповещения пассажиров, находящихся на посадочной площадке вне вагона, предусмотрен наружный громкоговоритель. Спереди и сзади вагона предусмотрены электронные цифровые маршрутные указатели. Основное освещение пассажирского салона — люминесцентное, двухуровневое. Предусмотрено вспомогательное освещение лампами накаливания. Отопление пассажирского салона осуществляется оребренными трубчатыми электронагревателями, расположенными вдоль обоих бортов вагона. Вентиляция пассажирского салона естественная, через сдвижные форточки в окнах и через три люка в крыше вагона. Привод дверей электрический, с вентильным электродвигателем и микропроцессорным управлением.

### Электрооборудование и тележки
Тяговые двигатели (4 шт.) асинхронные, с короткозамкнутым ротором, частотно-управляемые с самообдувом АТЧД-225. Тяговые преобразователи АТЧЭП (2 шт.), моноблочной конструкции, имеют встроенную систему микропроцессорного управления; охлаждение осуществляется встроенным вентилятором с асинхронным приводом. Дроссель и конденсаторы входного фильтра также размещены внутри блока. Силовая часть выполнена на IGBT-транзисторах. Преобразователи обеспечивают полностью бесконтактное управление режимами работы двигателей, глубокое электродинамическое торможение (практически до полной остановки), рекуперацию электроэнергии при торможении на любой скорости, превышающей 3 км/час.
Тележка безрамной конструкции со внутренним расположением букс. Крутящий момент от каждого из двух тяговых электродвигателей передаётся на ось колёсной пары через карданный вал и двухступенчатый редуктор. Оси колёсных пар вместе с зубчатой передачей редуктора расположены в литых стальных кожухах, которые вместе с продольными балками тележки, соединёнными с ними шарнирно, образуют конструкцию, выполняющую функцию рамы тележки. Шарниры с резиновыми вкладышами обеспечивают сохранение прямоугольности конструкции при прохождении вертикальных неровностей трамвайного пути. Подвеска вагона и конструкция ходовой тележки обеспечивают гашение вибрации и колебаний, снижают износ путей.

### Рабочее место водителя
Рабочее место водителя (кабина) отделено от пассажирского помещения перегородкой со сдвижной остеклённой дверью. Для выхода водителя из вагона предусмотрена отдельная дверь, запираемая на замок изнутри и снаружи. Кабина оснащена мягким поворотным креслом с пружинными амортизаторами. 
В кабине водителя расположены электрошкафы, пульт управления и вспомогательная служебная панель, а также бортовой компьютер с вынесенным на панель дисплеем. Для отопления и вентиляции кабины предусмотрен калорифер с вентилятором.

## Эксплуатирующие города
Вагоны 71-403 можно встретить в нескольких городах России, а также стран ближнего зарубежья:
| Страна     | Город           | Эксплуатирующая организация                             | Количество (всех моделей) |
| Россия     | Екатеринбург    | ЕМУП «ТТУ»                                              | 9 единиц                  |
| Россия     | Курск           | ГУПКО «Курскэлектротранс»                               | 1 единица (музейный)      |
| Россия     | Нижний Новгород | МУП «Нижегородэлектротранс»                             | 21 единица                |
| Россия     | Нижний Тагил    | ООО «Управляющая компания городским электротранспортом» | 4 единицы                 |
| Россия     | Орёл            | МУП «Трамвайно-троллейбусное предприятие»               | 1 единица                 |
| Узбекистан | Ташкент         | Ассоциация «Тошшахартрансхизмат»                        | 1 единица                 |

## Фотогалерея
- 71-403 в Екатеринбурге
- 71-403, сцепленные по СМЕ, в Екатеринбурге
- 71-403 в Курске